# Lysimachia hypericoides
Lysimachia hypericoides är en viveväxtart som beskrevs av William Botting Hemsley. Lysimachia hypericoides ingår i släktet lysingar, och familjen viveväxter. Inga underarter finns listade i Catalogue of Life.